# Germà llec
Els germans llecs o germans conversos eren monjos, per tant membres d'ordes religiosos catòlics, especialment ordes monàstics i ordes mendicants, que s'ocupaven en particular dels treballs manuals i els afers administratius i seculars d'un monestir, mentre que els altres monjos, anomenats monjos de cor, es dedicaven a l'ofici diví i l'estudi.
Això implicava que els germans llecs havien fet vots a l'orde, però no havien estat ordenats preveres per un bisbe o prevere. El seu vincle amb l'orde eren aquests vots. En alguns ordes, els llecs eren, per extensió, els germans, mentre que els monjos de cor, que eren preveres, eren anomenats pares.

## Origen
La distinció no es feia en el monasticisme antic. De fet, la major part dels primers benedictins no eren clergues i tots feien treballs manuals. El mot conversi, conversos, es feia servir per als monjos que havien ingressat a l'orde de grans, per diferenciar-los dels oblati i nutriti, oblats o donats, que s'havien criat al monestir des de petits, sovint deixats per les famílies perquè la comunitat els eduqués i els mantingués, i que després ingressaven joves a l'orde.
En començar el segle xi, el temps dedicat a l'estudi va incrementar-se, com també el nombre de monjos que eren clergues. Igualment, calia regular la posició dels famuli, servents que treballaven per al monestir sense tenir vots a la comunitat. D'aquesta manera, sorgiren els germans llecs en alguns monestirs italians com els de l'Orde de Vallombrosa, i en altres, com a Hirschau, es donà un reglament per als fratres barbati i exteriores.
A l'Abadia de Cluny el treball manual es va relegar i va quedar en mans de servents a sou; en canvi, els cartoixans, cistercencs, grandmontins i altres ordes van instituuir que fossin els germans llecs, que encara no eren preveres, qui se n'encarreguessin. En casos com el de l'Orde de Grandmont, aquesta completa separació en les tasques va conduir a conflictes entre les dues comunitats que provocaren el declivi de l'orde.

## Característiques
Els germans llecs, habitualment, eren persones pietoses i amb gran vocació religiosa, però que pel seu nivell d'educació no podien complir els requeriments mínims de l'orde per ésser monjos (cal tenir en compte que molts ordes monàstics tenien entre les seves missions l'estudi i l'apostolat o la predicació, que requeria, per tant, uns nivells de coneixements o de formació). Podien compartir part de la vida monàstica dels monjos, contribuint a la seva activitat, però quedaven exclosos d'altres tasques o drets que només tenien els clergues.
S'ocupaven de les tasques agrícoles, artesanals, del manteniment i treballs domèstics de la comunitat, i de la seva administració i sovint assoliren nivells molt alts d'especialització. Els llecs cistercencs, per exemple, van ésser determinants en el progrés de les tècniques agrícoles medievals.
Els llecs, en alguns ordes, vestien un hàbit diferenciat: els llecs cistercencs duien túnica parda, no blanca, i escapulari negre, i no duien cogulla; els vallombrosans portaven el cap cobert, però no amb cogulla, i els dominics llecs teien una caputxa més petita que els altres frares.
Participaven en l'ofici diví, però sovint amb altres condicions, sense l'obligació de tots els oficis ni en tota la seva extensió. Així, alguns ordes només els obligaven a recitar diàriament l'Ofici Breu de la Mare de Déu o només un seguit d'oracions, com el parenostre, l'avemaria o el gloriapatri.
També hi havia monestirs on vivien separadament, en una part diferent del recinte, la domus conversorum.

## Canvis
A la majoria de congregacions dedicades a l'ensenyament, els membres no són preveres i, estrictament, són germans llecs. No obstant això, solen ésser persones molt formades i professionals en alguna disciplina.
El Concili Vaticà II va instar al retorn dels ordes religiosos als carismes i regulacions originals. Els ordes van eliminar la distinció existent entre germans llecs i la resta, de manera que tots els membres de la comunitat, sigui quina sigui la tasca que portin a terme, tenen els mateixos deures i drets i fan servir el mateix hàbit.